# Eli Lilly and Company

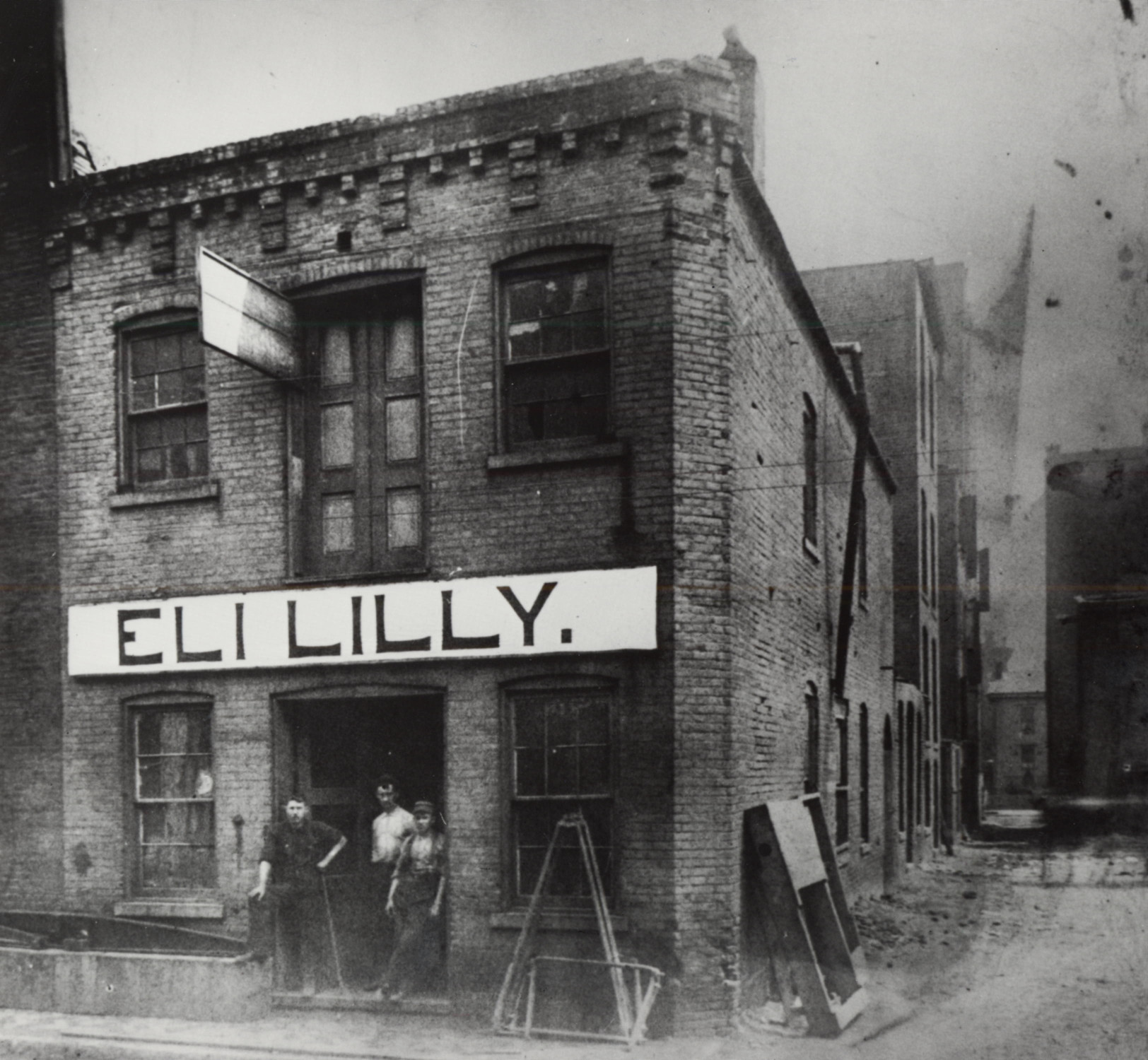
Foto uit 1876 van het eerste laboratorium van 'Eli Lilly and Company' in Indianapolis. De twee mensen aan de rechterkant van de deuropening zijn Eli Lilly (de langste) en zijn 14-jarige zoon Josiah K. Lilly (de kortere). De man aan de linkerkant is de enige andere werknemer op dat moment.

Eli Lilly and Company is een internationaal farmaceutisch bedrijf. Het hoofdkantoor is gevestigd te Indianapolis, Indiana. Het bedrijf werd in 1876 opgericht door de farmaceutische chemicus Eli Lilly, naar wie het bedrijf genoemd is.

## Activiteiten
Eli Lilly introduceerde in 1923, samen met de ontdekkers van insuline, de Canadezen Frederick Banting en Charles Best, Iletin. Dit was de eerste keer dat insuline industrieel werd gemaakt. In de Tweede Wereldoorlog werd penicilline op de markt gebracht gevolgd door nieuwe antibiotica. In 1982 kwam Humuline op de markt, dit was eerste biotechnologische insuline. In 1986 werd Prozac geregistreerd een bekend antidepressivum.
Wereldwijd is Eli Lilly de grootste fabrikant van insuline. Het richt zich verder op medicijnen op het gebied van psychische gezondheid, oncologie, hart- en vaatziekten en osteoporose. Het heeft onder andere duloxetine op de markt gebracht, eveneens een middel tegen depressie. In 2024 werd twee derde van de omzet gerealiseerd in de Verenigde Staten.
Bij het bedrijf werken 47.000 mensen, waarvan 11.000 op onderzoek en ontwikkeling. Per jaar wordt ongeveer een kwart van de omzet aan onderzoek en ontwikkeling uitgegeven.
In 2015 kocht Eli Lilly and Company de divisie diergezondheid van collega Novartis. De kosten bedroegen US$ 5,4 miljard dollar. Na de overname was Eli Lilly de op een na grootste producent ter wereld van diergeneesmiddelen. In 2019 verliet het bedrijf de diergeneesmiddelenmarkt doordat alle aandelen van het onderdeel 'Elanco Animal Health' van de hand werden gedaan. Elanco had in 2018 een omzet van US$ 3,2 miljard en telde zo'n 5800 medewerkers.
In 2019 werd het Amerikaanse biotechnologiebedrijf Loxo Oncology overgenomen. Voor ongeveer US$ 8 miljard in contanten kocht Eli Lilly een beursgenoteerd bedrijf dat gespecialiseerd is in medicijnen waarmee kanker kan worden bestreden. Loxo heeft een product, Vitrakvi, dat in november 2018 op de markt werd toegelaten door de Food and Drug Administration (FDA). In de afgelopen jaren is Eli Lilly zich meer gaan richten op de behandeling van kanker, naast de sterke positie die het heeft in diabetesmedicijnen.
In 2022 kwam Mounjaro, voor de behandeling van diabetes, op de markt. Een jaar later gevolgd door Zepbound gericht op gewichtsverlies. Deze middelen zijn verantwoordelijk voor de sterke omzetgroei van het bedrijf in 2023 en 2024. In 2022 was de omzetbijdrage US$ 0,4 miljard, maar in 2024 was dit gestegen tot US$ 13,9 miljard. Eli Lilly is hiermee een belangrijke concurrent geworden van Novo Nordisk met het vergelijkbare geneesmiddel Wegovy, dat in 2022 op de markt kwam. In april 2025 werden goede resultaten bekend gemaakt van het experimentele obesitasmedicijn Orforglipron. Dit middel kan worden ingenomen als pil, waarmee injecties niet meer nodig zijn. De koers van het aandeel Eli Lilly steeg met 11% na dit nieuws bekend werd. Eli Lilly wil voor het einde van dit jaar een aanvraag voor goedkeuring van Orforglipron voor de behandeling van obesitas in te dienen, gevolgd door een aanvraag voor diabetes in 2026.

## Overtredingen

### Niet-geregistreerd gebruik
Eli Lilly and Company betaalde in 2009 een boete van US$ 1,4 miljard wegens het promoten van niet-geregistreerd gebruik van het antipsychoticum Zyprexa. Het bedrijf werd ervan beschuldigd zware bijwerkingen van het middel te hebben verzwegen.

### Achterhouden informatie
In april 2014 volgde een boete van US$ 3 miljard wegens het achterhouden van informatie over het bevorderen van blaaskanker door het diabetesmiddel pioglitazon(e) (Actos®). De hoofdproducent Takeda kreeg een boete van US$ 6 miljard.

## Marketing
Oud-topman John Virapen schreef in 2010 het boek Bijwerkingen, waarin de marketingmethoden van het bedrijf en de psychologie achter het motiveren van artsen een bepaald medicament voor te schrijven worden uitgelegd. Virapen was topman in Zweden en legt de methoden van promoten, de volgorde van belangenniveaus en strategieën uit en hoe het bedrijf artsen ertoe bracht hun product voor te schrijven. Prozac (fluoxetine) wordt gebruikt als voorbeeld van een medicijn waarbij ethische grenzen gemakkelijk worden overschreden als dat de verkoop bevordert.